# ادا سولیگو
اِدا سولیگو (ایتالیایی: Edda Soligo؛ ۱۷ ژوئیه ۱۹۰۵ – ۲ مارس ۱۹۸۴) بازیگر اهل ایتالیا بود.
از فیلم‌هایی که وی در آن نقش داشته است، می‌توان به دختری با یک چمدان، حقوق، تاکسی شب، معشوقه پنهانی و گذرنامه سرخ اشاره کرد.